# Vishoek
Vishoek, (Engels: Fish Hoek), is een voorstad van Kaapstad met bijna 12.000 inwoners. De plaats ligt ten zuiden van de stad aan de kust van de Valsbaai. Oorspronkelijk was het een zelfstandig dorp dat al vermeld wordt op de oudste kaarten van de Kaapkolonie. Tegenwoordig is het een overwegend Engelstalige voorstad van Kaapstad.